# Non è l'inferno
Non è l'inferno är en låt framförd av den italienska sångerskan Emma Marrone. Den är skriven av Francesco Silvestre, Enrico Palmosi och Luca Sala. Låten släpptes den 15 februari 2012. Med låten vann Marrone San Remo-festivalen år 2012 före Arisa med låten "La notte" som kom på andra plats.
Låten finns med på Marrones andra studioalbum Sarò libera. På skivan finns även en version av låten som Marrone framför tillsammans med Alessandra Amoroso. Singeln debuterade på första plats på den italienska singellistan den 23 februari 2012 och låg sex veckor i rad inom topp-10. Den låg även tre veckor på den schweiziska singellistan där den nådde nittonde plats som bäst. Den tillhörande musikvideon till låten hade fler än 3,2 miljoner visningar på Youtube i mars 2013.

## Listplaceringar
| Lista   | Topplacering |
| ------- | ------------ |
| Italien | 1            |
| Schweiz | 19           |